# Wielkopowierzchniowy obiekt handlowy

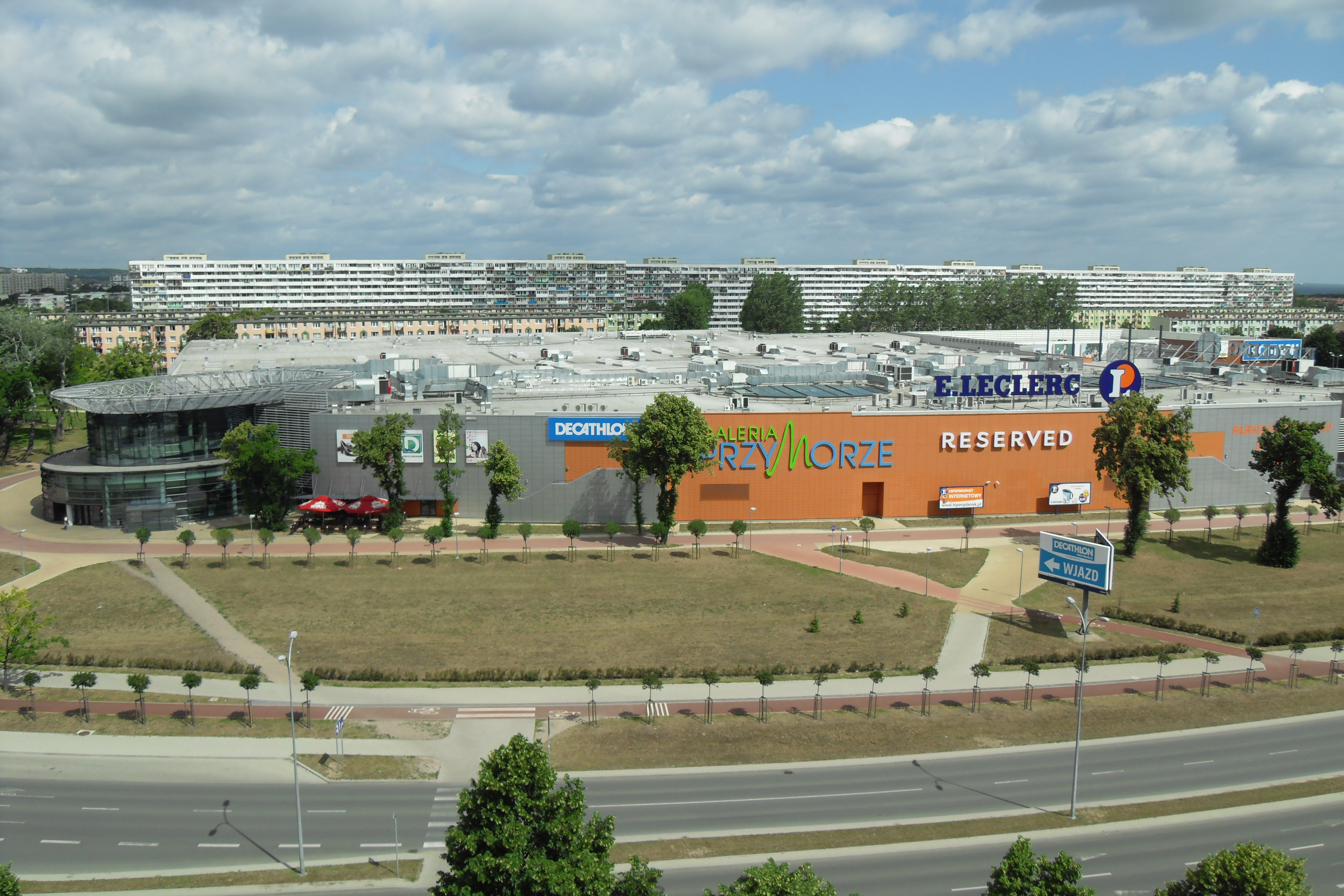
Galeria Przymorze w Gdańsku

Wielkopowierzchniowy obiekt handlowy – pojęcie funkcjonujące w polskim prawie w latach 2007–2008. Wprowadzone zostało ustawą o tworzeniu i działaniu wielkopowierzchniowych obiektów handlowych. W rozumieniu art. 2 ust. 1 ustawy, wielkopowierzchniowym obiektem handlowym był obiekt handlowy o powierzchni sprzedaży przekraczającej 400 m², w którym prowadzona była jakakolwiek działalność handlowa
W 2015 do ustawy o planowaniu i zagospodarowaniu przestrzennym wprowadzono przepisy dotyczące obiektów handlowych o dużej powierzchni, nie używając jednak wcześniej stosowanego pojęcia. Zgodnie z nimi, jeżeli na terenie gminy przewiduje się lokalizację obiektów handlowych o powierzchni sprzedaży powyżej 2000 m², obszary na których mogą być one sytuowane określa studium uwarunkowań i kierunków zagospodarowania przestrzennego gminy. Lokalizacja takich obiektów może nastąpić wyłącznie na podstawie miejscowego planu zagospodarowania przestrzennego. Plan miejscowy przewidujący lokalizację takiego obiektu sporządza się dla terenu położonego na obszarze obejmującym co najmniej obszar, na którym powinny nastąpić zmiany w strukturze funkcjonalno-przestrzennej, w wyniku jego realizacji.